# الخريطيات (مدينة)
الخريطيات هي مدينة تابعة لبلدية أم صلال في قطر، وتبعد عن العاصمة الدوحة مسافة عشرة كيلومترات تقريباً في ٳتجاه الشمال. وتعتبر من المدن التي تعرف تطورا ملحوظاً، فهي تمتاز بتنظيم عمراني جيد. ويعتبر ناصر بن عبد الله العطية أول من ٳستوطن المنطقة وٳليه تعود ملكيتها وفيها يوجد قبره.

## تسمية
سميت الخريطيات بهذا الاسم نسبة إلى ٳنتشار أحد أنواع النباتات فيها يسمى الأخريط. وهناك فرضية أخرى تقول أن مصطلح الخريطيات هو صيغة جمع محرفة لمصطلح الخريطة. وقد أخدت المدينة اسمها من منخفض قريب كان يسمى بهذا الاسم بسبب تضاريسه الغير المستوية وأنماطه المتعرجة، مما يعطيه مظهرًا يشبه الخريطة إلى حد ما.

## الٳدارة
عندما جرت الانتخابات الحرة للمجلس البلدي المركزي لأول مرة في قطر عام 1999م، تم اختيار الخريطيات مقراً للدائرة رقم 23. وبقيت كذالك ٳلى سنة 2015م حيث قسمت المدينة على الدائرتين 15 و17. ورغم ذالك ظلت الخريطيات مركزا للدائرة 17 والتي تضم كذالك منطقتي الفروش وزغاوة.

## المنشآت

### بنية تحتية
تمتاز الخريطيات بالتنظيم العمراني المنظم والشوارع الحديثة، وٳبتداء من عام 2015، بدأت أشغال تنفيذ مشروع بنية تحتية كبير في المدينة. بحيث يجري تطوير الخريطيات بالٳضافة ٳلى الفروش. وستشمل التطورات 420 وحدة سكنية بالإضافة إلى 22.7 كم من الطرق المعبدة و17.4 كم من مجاري مياه الصرف الصحي. كما يتم ٳنشاء محطة ميترو الخريطيات والتي ستكون جزءاٗ من الخط الأخضر لمترو الدوحة.
تحتضن الخريطيات منظمة قطر الخيرية وهي واحدة من أكبر الهيئات الخيرية غير الحكومية الرائدة في الخليج. كما تعتبر المدينة مقراٗ لنادي الخريطيات الممارس بدوري نجوم قطر.

### منشآت تعليمية
| ٳسم المدرسة                                     | المنهج الدراسي | الدرجة  | الجنس | الموقع الرسمي | مرجع   |
| ----------------------------------------------- | -------------- | ------- | ----- | ------------- | ------ |
| مدرسة العبيب الابتدائية المستقلة للبنات         | عالمي          | ٳبتدائي | ٳناث  | غير متاح      | [ 10 ] |
| مدرسة ابن تيمية الثانوية المستقلة للبنين        | عالمي          | ثانوي   | ذكور  | غير متاح      | [ 11 ] |
| مدرسة ناصر بن عبد الله الثانوية المستقلة للبنين | عالمي          | ثانوي   | ذكور  | غير متاح      | [ 12 ] |

### معالم
- نادي الخريطيات الرياضي على طريق العب.[13]
- حديقة الخريطيات العائلية.[13]
- فرع قطر الخيرية على شارع ناصر العطية.[13]
- صندوق زكاة الخريطيات بشارع شعيل بن عبد الله العطية.[13]
- فرع بريد قطر على شارع شعيل بن عبد الله العطية.[13]